# Réglementations sur la possession à usage personnel des machines à sous aux États-Unis
Voici une liste de restrictions et règlements potentiels sur la propriété privée des machines à sous aux États-Unis, État par État.
| État                 | Statut                                       |
| -------------------- | -------------------------------------------- |
| Alabama              | Légal pour les machines de catégorie II      |
| Alaska               | Toutes machines légales                      |
| Arizona              | Toutes machines légales                      |
| Arkansas             | Toutes machines légales                      |
| Californie           | Légal pour les machines ayant 25 ans ou plus |
| Colorado             | Légal pour les machines d'avant 1984         |
| Connecticut          | Détention de tout type de machines illégale  |
| Delaware             | Légal pour les machines ayant 25 ans ou plus |
| District de Colombia | Légal pour les machines d'avant 1952         |
| Floride              | Légal pour les machines ayant 20 ans ou plus |
| Géorgie              | Légal pour les machines d'avant 1950         |
| Hawaï                | Détention de tout type de machines illégale  |
| Idaho                | Légal pour les machines d'avant 1950         |
| Illinois             | Légal pour les machines ayant 25 ans ou plus |
| Indiana              | Légal pour les machines ayant 40 ans ou plus |
| Iowa                 | Légal pour les machines ayant 25 ans ou plus |
| Kansas               | Légal pour les machines d'avant 1950         |
| Kentucky             | Toutes machines légales                      |
| Louisiane            | Légal pour les machines ayant 25 ans ou plus |
| Maine                | Toutes machines légales                      |
| Maryland             | Légal pour les machines ayant 25 ans ou plus |
| Massachusetts        | Légal pour les machines ayant 30 ans ou plus |
| Michigan             | Légal pour les machines ayant 25 ans ou plus |
| Minnesota            | Toutes machines légales                      |
| Mississippi          | Légal pour les machines ayant 25 ans ou plus |
| Missouri             | Légal pour les machines ayant 30 ans ou plus |
| Montana              | Légal pour les machines ayant 25 ans ou plus |
| Nebraska             | Détention de tout type de machines illégale  |
| Nevada               | Toutes machines légales                      |
| New Hampshire        | Légal pour les machines ayant 25 ans ou plus |
| New Jersey           | Légal pour les machines d'avant 1941         |
| New York             | Légal pour les machines ayant 30 ans ou plus |
| Nouveau-Mexique      | Légal pour les machines ayant 25 ans ou plus |
| Caroline du Nord     | Légal pour les machines ayant 25 ans ou plus |
| Dakota du Nord       | Légal pour les machines ayant 25 ans ou plus |
| Ohio                 | Toutes machines légales                      |
| Oklahoma             | Légal pour les machines ayant 25 ans ou plus |
| Oregon               | Légal pour les machines ayant 25 ans ou plus |
| Pennsylvanie         | Légal pour les machines ayant 25 ans ou plus |
| Rhode Island         | Toutes machines légales                      |
| Caroline du Sud      | Détention de tout type de machines illégale  |
| Dakota du Sud        | Légal pour les machines d'avant 1941         |
| Tennessee            | Détention de tout type de machines illégale  |
| Texas                | Toutes machines légales                      |
| Utah                 | Toutes machines légales                      |
| Vermont              | Légal pour les machines d'avant 1954         |
| Virginie             | Toutes machines légales                      |
| Washington           | Légal pour les machines ayant 25 ans ou plus |
| Virginie-Occidentale | Toutes machines légales                      |
| Wisconsin            | Légal pour les machines ayant 25 ans ou plus |
| Wyoming              | Légal pour les machines ayant 25 ans ou plus |

### Source de la traduction
- (en) Cet article est partiellement ou en totalité issu de l’article de Wikipédia en anglais intitulé « United States state slot machine ownership regulations » (voir la liste des auteurs).